# Estadio Anđelko Herjavec
El estadio Varteks es un estadio de fútbol ubicado en Varaždin, Croacia. Fue inaugurado en 1931 y tiene una capacidad para 10 800 espectadores, siendo el estadio en el que disputa sus partidos el NK Varaždin. El estadio ha albergado seis partidos de la selección nacional absoluta y once de la sub-21.